# Heradion damrongi
Heradion damrongi là một loài nhện trong họ Zodariidae.
Loài này thuộc chi Heradion. Heradion damrongi được Pakawin Dankittipakul & Rudy Jocqué miêu tả năm 2004.